# جائزة سان بطرسبرج الكبرى 2018
جائزة سان بطرسبرج الكبرى 2018 هو سباق فورمولا 1 أقيم بتاريخ 11 مارس 2018. حلّ سيباستيان بورديه أولا بينما جاء غراهام رحال في المركز الثاني وحصل على المركز الثالث أليكساندر روسي.